# Футбольний чемпіонат Нової Зеландії
Футбольний чемпіонат Нової Зеландії (англ. New Zealand Football Championship) — колишнє змагання з футболу з-поміж клубів Нової Зеландії, що існувало з 2004 по 2021 рік, в ході якого визначався чемпіон країни й представники міжнародних клубних змагань. Ліга існувала окремо від різних зимових регіональних кубкових змагань, і багато команд, що виступали у національному чемпіонаті також брали участь у цих турнірах. З 2017 року і до скасування турніру титульним спонсором чемпіонату виступала «ISPS Handa», тому турнір мав комерційну назву ISPS Handa Premiership. З сезону 2021 року її замінила Національна ліга Нової Зеландії.
В турнірі не використовувалась система підвищення та пониження у класі і щороку виступали одні і ті самі клуби, при цьому не брала участь найсильніша команда Нової Зеландії — «Веллінгтон Фенікс», яка виступала в австралійській А-лізі. «Окленд Сіті» був найуспішнішою командою турніру, маючи дванадцять перемог у регулярній першості і сім чемпіонських титулів.

## Формат змагання
Чемпіонат складався з двох етапів: Ліги (зазвичай називають регулярна частина сезону) та Чемпіоншипу (зазвичай називають плей-оф).
Дві команди, кожна з яких перемагає в одному з етапів ліги, Регулярна частина («Minor Premier») і «Grand Final» («Чемпіон») отримували право виступати в Лізі чемпіонів ОФК. Якщо ж команда виграє і «Малий Прем'єршип» і «Великий Фінал», то до Ліги чемпіонів ОФК виходить друга команда «Малого Прем'єршипу». Така ситуація траплялася багато разів; вперше це сталося в 2006 році, коли «Окленд Сіті» переміг і у «Малому Прем'єршипу», і у «Великому Фіналі», а «Янг Харт Манавату» кваліфікувалися для участі в Лізі чемпіонів ОФК, незважаючи на те, що клуб «Кентербері Юнайтед» став фіналістом «Великого Фіналу».
У Чемпіонаті Нової Зеландії була ще одна особливість — жоден футбольний клуб не мав можливості як вилетіти з чемпіонату, так і підвищитися в класі. У цьому компоненті Чемпіонат Нової Зеландії був подібний до ліг Австралії та Сполучених Штатів.

### Регулярний сезон
В регулярній частині чемпіонату кожен з клубів двічі зустрічався з кожним суперником. В кінці регулярної частини сезону, команди, які посіли перші чотири місця в чемпіонаті, виходили до плей-оф. Протягом перших чотирьох сезонів регулярної частини чемпіонату кожен клуб зустрічався зі своїми суперниками по три рази, але у 2008 році цю систему було замінено на систему «вдома та на виїзді».

### Плей-оф
Плей-оф складався з домашнього та виїзного поєдинків півфінальної серії, переможці обох півфінальних матчів грали один матч «Grand Final» («Великий фінал»).
Фаза плей-оф в першому сезоні складалася з трійки найкращих клубів, в результаті чого переможець «Малого Прем'єршипу» отримував право на участь у «Великому Фіналі», суперником якого, мала стати команда, яка перемогла у попередньому фіналі, в якому грали срібний та бронзовий призер регулярної частини національного чемпіонату. ФФНЗ як експеримент допустила до участі в плей-оф сезону 2005/06 років п'ять найкращих клубів регулярної частини національного чемпіонату, але експеримент не виправдав надій федерації, а тому вже починаючи з сезонів 2006/07 і 2007/08 років повернулася система плей-оф з трьома командами-учасницями. З сезону 2009/10 у плей-оф стали грати чотири найкращі команди регулярної першості.

## Історія
Чемпіонат Нової Зеландії з футболу був створений як заміна колишньої Новозеландської Національної Футбольної Ліги («New Zealand National Soccer League» — «NZNSL»), турнір за участю клубів з регіональних керівних органів Федерації Футболу Нової Зеландії. НЗНФК повинен був існувати як літній чемпіонат за участю нових клубів, створених виключно для нового чемпіонату, ці нові клуби створені також були і для участі в зимових турнірах. Єдиним винятком з цього спису є «Нейпір Сіті Роверз», чий першопочатковий клуб «Гокс-Бей Юнайтед» починаючи з другого сезону приєднався до інших клубів в регіоні Гокс-Бей.
З одинадцяти клубів, які подали заявки для участі в новому турнірі, 7 квітня 2004 року було оголошено, що будуть брати участь в новому турнірі «Окленд Сіті», «Кентербері Юнайтед», «Нейпір Сіті Роверс», «Отаго Юнайтед», «Тім Веллінгтон», «Ваїкато», «Вайтакере Юнайтед» і «Янг Гарт Манавату», а «Оле Мадрідс», «Іст Окленд» та «Тім Бей оф Пленті» було відмовлено. Розлючені цим рішенням представники клубу «Оле Мадрідс» подали до суду на Федерацію футболу Нової Зеландії. Суть позову полягала в тому, що клуб «Оле Мадрідс» вимагав відшкодувати збитки, які клуб зазнав унаслідок такого рішення Федерації, п також вимагав включити свою команду до нового турніру, аргументуючи ці вимоги тим, що, в той час як вони подавали заявку для виступу в чемпіонаті, вони відповідали критеріям для участі в турнірі, як і решта команд, які успішно пройшли процедуру заявки. Справа була провалена командою «Оле Мадрідс» за вісім днів до початку першого сезону NZNSL. «Іст Окленд» також діяв у правовому полі, але надалі зупинився.
Перший матч нового турніру відбувся 15 жовтня 2004 року, і завершилася перемогою «Окленд Сіті» над «Нейпір Сіті Роверс» в Нейпірі з рахунком 3:1. «Окленд Сіті» були також були нагороджені чемпіонським титулом NZNSL після перемоги у фіналі над «Вайтакере Юнайтед» з рахунком 3:2.
Перед початком другого сезону «Нейпір Сіті Роверз» було реорганізовано в «Хоукіс Бей Юнайтед». Фактично це було об'єднання з декількома іншими місцевими футбольними клубами. Також перший чемпіон NZNSL переміг в Лізі чемпіонів ОФК після перемоги у фіналі над таїтянською командою «Пірае» (Французька Полінезія) з рахунком 3:1.
Після закінчення сезону 2006/07 років Федерація футболу Нової Зеландії продовжила ліцензії для участі в чемпіонаті на три сезони семи з восьми командам-учасницям змагання, крім «Янг Гарт Манавату», який повинен був повторно подати заявку через побоювання Федерації з приводу фінансової та організаційної ситуації в клубі. Проте, врешті-решт, «Янг Гарт», з другої спроби, отримали цю ліцензію, після того як клуб заявив чотири бази клубу — один в Гісборні, один — в Норзшорі-Сіті, і два — в Манукау. «Оле Мадрідс» також отримав ліцензію, однак перед початком турніру команда відмовилася від участі в ньому.
2 вересня 2010 року Федерація футболу Нової Зеландії оголосила про підписання 5-річної спонсорської угоди з ASB Bank. В результаті зміни титульного спонсору Новозеландська національна футбольна ліга змінила сою назву на АСБ Прем'єршип.

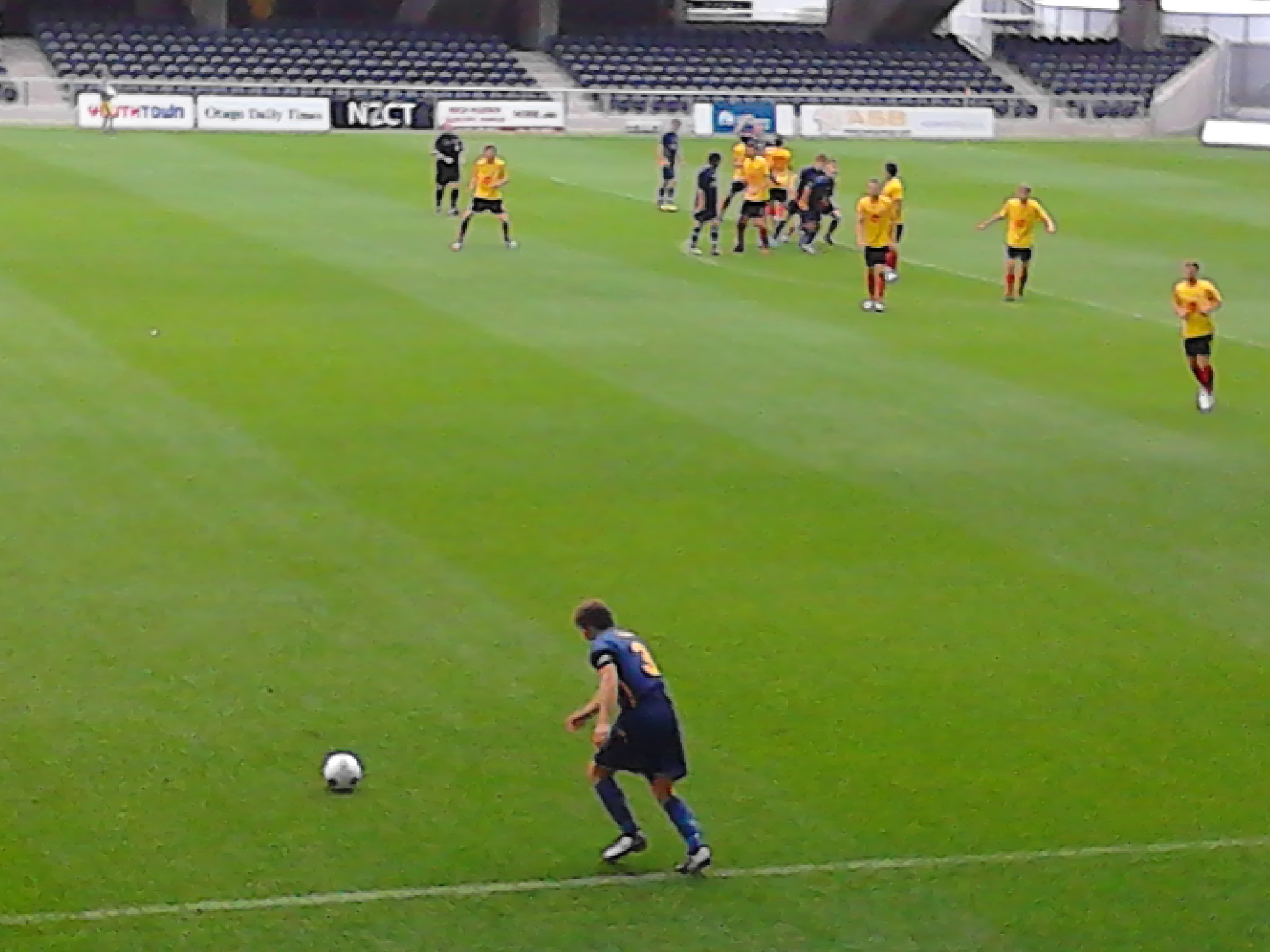
Матч АСБ Прем'єршипу «Отаго Юнайтед» — «Ваїкато». 2012 рік.

У 2013 році, після розгляду комітету з розвитку АСБ Прем'єршипу, «Янг Гарт Манавату» був виключений зі змагань після закінчення останнього з трьох сезонів, на які клубу було надано ліцензію для участі в турніру. Федерація футболу Нової Зеландії також підтвердила, що команда, яка складається з новозеландських гравців народжених не раніше як 1 січня 1995 року, займе місце «Манавату» в Прем'єршипі протягом принаймні двох наступних сезонів. Залучення команди — відомої як СК «Вондерерс» — мало забезпечити адекватну підготовку для гравців збірної Нової Зеландії U-20 на майбутній молодіжний чемпіонат світу 2015 року, який мав пройти в Новій Зеландії. Багато плутанини з'явилося з ініціалами «СК» в назві нової команди, оскільки ніякого офіційного пояснення не було дано щодо того, що вони означають. Ця ситуація тривала до тих пір, допоки після першого матчу тренер клубу Даррен Бізлі, нарешті, не пояснив, що «СК» означає «Спеціальний Клуб» — «воно означає, що ця команда виникла в особливій ситуації і спеціально створена для цієї мети».
У сезоні 2014/15 років Прем'єршип розширився до дев'яти команд, вперше в своїй історії. Резервна команда «Веллінгтон-Фенікс» приєднався до змагань, щоб надати ігрову практику для гравців, які не часто грають за першу команду в австралійській А-Лізі. Були введені в дію обмеження для всіх клубів, які виступають в Чемпіонаті, що принаймні 50 % усіх гравців будь-якої команди-учасниці чемпіонату повинні мати право грати за збірну Нової Зеландії.
Після 11 повних сезонів національного чемпіонату, лише «Окленд Сіті» та «Вайтакере Юнайтед» перемагав у Чемпіоншипі або Прем'єршипі, при цьому «Окленд Сіті» виграв свій шостий Прем'єршип і шостий титул переможця Чемпіоншипу у сезоні 2014/15 років. Однак ця тенденція була порушена в наступному дванадцятому сезоні змагань, коли команда «Тім Веллінгтон» перемогла Окленд Сіті з рахунком 4:2 в додатковий час у фіналі.
У грудні 2015 року було оголошено, що ліга буде розширена до 10 команд протягом сезону 2016/17 років, «Істерн Сабарбс» з Окленду, «Гамільтон Вондерерз» з Гамільтона та «Тасман Юнайтед» з міста Нельсон стали вступати в чемпіонаті, в той час як «ВейБОП Юнайтед» припинив виступи в турнірі.
У вересні 2016 року було оголошено, що ліга буде перейменована в Stirling Sports Premiership, а вже у березні 2017 року отримала назву ISPS Handa Premiership через трирічну спонсорську угоду з ISPS Handa.
У сезоні 2018/19 років «Істерн Сабарбс» став четвертою і останньою командою, яка вигравала турнір.
У березні 2021 року стало відомо, що розіграш 2020/21 стане останнім і буде замінений на Національну лігу Нової Зеландії, яка стала головним футбольним турніром країни і стала використовувати інший формат і схему визначення учасників змагання.

## Клуби
Загалом у турнірі взяли участь 13 клубів. На відміну від більшості європейських ліг, у змаганні не було ніякої системи вибуття та підвищення у класі. Аналогічна система ліг діє в Австралії та в Сполучених Штатах.

### Нинішні клуби
| Команда                   | Місто, Регіон          | Стадіон                | Приєдналася |
| ------------------------- | ---------------------- | ---------------------- | ----------- |
| Окленд Сіті               | Окленд, Окленд         | Ківітеа Стріт          | 2004        |
| Кентербері Юнайтед        | Крайстчерч, Кентербері | Інгліш Парк            | 2004        |
| Гамільтон Вондерерз       | Гамільтон, Ваїкато     | Поррітт Стедіум        | 2016        |
| Істерн Сабарбс            | Окленд, Окленд         | Нгахуе Різьорв         | 2016        |
| Хоукіс Бей Юнайтед        | Нейпір, Хоукіс Бей     | Блувотер Стедіум       | 2005        |
| Тім Веллінгтон            | Веллінгтон, Веллінгтон | Дейвід Феррінгтон Парк | 2004        |
| Вайтакере Юнайтед         | Венуапай, Окленд       | Фред Тейлор Парк       | 2004        |
| Веллінгтон-Фенікс Резервз | Веллінгтон, Веллінгтон | Ньютаун Парк           | 2014        |

### Колишні клуби
| Команд            | Місто, Регіон                      | Приєдналася | Покинула |
| ----------------- | ---------------------------------- | ----------- | -------- |
| Янг Харт Манавату | Палмерстон-Норт, Манавату-Вангануї | 2004        | 2013     |
| Вондерерс         | Північний Харбур, Окленд           | 2013        | 2015     |
| ВейБОП Юнайтед    | Кембридж, Ваїкато                  | 2004        | 2016     |
| Саузерн Юнайтед   | Данідін, Отаго                     | 2004        | 2020     |
| Тасман Юнайтед    | Нельсон, Нельсон                   | 2016        | 2020     |

### Змінили назви
- Нейпер Сіті Роуерз → Хоукіс Бей Юнайтед
- Отаго Юнайтед → Саузерн Юнайтед
- Ваїкато → ВейБОП Юнайтед

## «Прем'єри» та «Чемпіони»
Команди, які виграли етап ліги (далі «Прем'єр») та Великий Фінал («Чемпіонський») отримували право виступати в Лізі чемпіонів ОФК. Якщо ж команда вигравала і Прем'єршип, і Великий Фінал, команда, яка посідала друге місце в регулярному чемпіонаті отримувала право в наступному сезоні взяти участь у Лізі чемпіонів.
| Сезон   | Регулярний сезон  | Регулярний сезон | Регулярний сезон   | Великий Фінал                       | Великий Фінал                       | Великий Фінал                       |
| Сезон   | Переможець прем.  | Очок             | Фіналіст           | Переможець чем.                     | Рахунок                             | Фіналіст                            |
| ------- | ----------------- | ---------------- | ------------------ | ----------------------------------- | ----------------------------------- | ----------------------------------- |
| 2004–05 | Окленд Сіті       | 46 — 40          | Вайтакере Юнайтед  | Окленд Сіті                         | 3 — 2                               | Вайтакере Юнайтед                   |
| 2005–06 | Окленд Сіті       | 48 — 46          | Янг Харт Манавату  | Окленд Сіті                         | 3 — 3 (д.ч.) 4 — 3 (пен.)           | Кентербері Юнайтед                  |
| 2006–07 | Вайтакере Юнайтед | 47 — 45          | Янг Харт Манавату  | Окленд Сіті                         | 3 — 2                               | Вайтакере Юнайтед                   |
| 2007–08 | Вайтакере Юнайтед | 51 — 50          | Окленд Сіті        | Вайтакере Юнайтед                   | 2 — 0                               | Тім Веллінгтон                      |
| 2008–09 | Вайтакере Юнайтед | 33 — 25          | Окленд Сіті        | Окленд Сіті                         | 2 — 1                               | Вайтакере Юнайтед                   |
| 2009–10 | Окленд Сіті       | 31 — 29          | Вайтакере Юнайтед  | Вайтакере Юнайтед                   | 3 — 1                               | Кентербері Юнайтед                  |
| 2010–11 | Вайтакере Юнайтед | 36 — 30          | Окленд Сіті        | Вайтакере Юнайтед                   | 3 — 2                               | Окленд Сіті                         |
| 2011–12 | Окленд Сіті       | 36 — 29          | Кентербері Юнайтед | Вайтакере Юнайтед                   | 4 — 1                               | Тім Веллінгтон                      |
| 2012–13 | Вайтакере Юнайтед | 37 — 33          | Окленд Сіті        | Вайтакере Юнайтед                   | 4 — 3 (д.ч.)                        | Окленд Сіті                         |
| 2013–14 | Окленд Сіті       | 33 — 26          | Тім Веллінгтон     | Окленд Сіті                         | 1 — 0                               | Тім Веллінгтон                      |
| 2014–15 | Окленд Сіті       | 42 — 30          | Тім Веллінгтон     | Окленд Сіті                         | 2 — 1                               | Хоукіс Бей Юнайтед                  |
| 2015–16 | Окленд Сіті       | 38 — 30          | Хоукіс Бей Юнайтед | Тім Веллінгтон                      | 4 — 2 (д.ч.)                        | Окленд Сіті                         |
| 2016–17 | Окленд Сіті       | 36 — 36          | Тім Веллінгтон     | Тім Веллінгтон                      | 2 — 1                               | Окленд Сіті                         |
| 2017–18 | Окленд Сіті       | 40 — 37          | Тім Веллінгтон     | Окленд Сіті                         | 1 — 0                               | Тім Веллінгтон                      |
| 2018–19 | Окленд Сіті       | 52 — 40          | Істерн Сабарбс     | Істерн Сабарбс                      | 3 — 0                               | Тім Веллінгтон                      |
| 2019–20 | Окленд Сіті       | 37 — 34          | Тім Веллінгтон     | Не відбувся через пандемію COVID-19 | Не відбувся через пандемію COVID-19 | Не відбувся через пандемію COVID-19 |
| 2020–21 | Окленд Сіті       | 28 — 26          | Тім Веллінгтон     | Тім Веллінгтон                      | 4 — 2                               | Окленд Сіті                         |

### Призери Прем'єршипа
| Чемпіон            | Перемог | Фіналіст | Роки |
| ------------------ | ------- | -------- | --- |
| Окленд Сіті        | 12      | 4        | 2004–05, 2005–06, 2009–10, 2011–12, 2013–14, 2014–15, 2015–16, 2016–17, 2017–18, 2018–19, 2019–20, 2020–21 |
| Вайтакере Юнайтед  | 5       | 2        | 2006–07, 2007–08, 2008–09, 2010–11, 2012–13                                                                |
| Тім Веллінгтон     | –       | 6        | |
| Янг Харт Манавату  | –       | 2        | |
| Кентербері Юнайтед | –       | 1        | |
| Хоукіс Бей Юнайтед | –       | 1        | |
| Істерн Сабарбс     | –       | 1        | |

### Фіналісти Чемпіоншипу
| Чемпіон            | Перемог | Фіналіст | Роки                                                                   |
| ------------------ | ------- | -------- | ---------------------------------------------------------------------- |
| Окленд Сіті        | 8       | 6        | 2004–05, 2005–06, 2006–07, 2008–09, 2013–14, 2014–15, 2017–18, 2019–20 |
| Вайтакере Юнайтед  | 5       | 3        | 2007–08, 2009–10, 2010–11, 2011–12, 2012–13                            |
| Тім Веллінгтон     | 3       | 6        | 2015–16, 2016–17, 2020–21                                              |
| Істерн Сабарбс     | 1       | –        |                                                                        |
| Кентербері Юнайтед | –       | 2        |                                                                        |
| Хоукіс Бей Юнайтед | –       | 1        |                                                                        |

## Нагороди

### Золотий бутс
Золотий бутс вручають гравцеві, який забив найбільше м'ячів у ворота суперників протягом сезону.
| Рік     | Гравець                            | Клуб                                                      | Голи |
| ------- | ---------------------------------- | --------------------------------------------------------- | ---- |
| 2007–08 | Грем Літтл                         | Тім Веллінгтон                                            | 12   |
| 2008–09 | Луїс Корралес                      | Тім Веллінгтон                                            | 12   |
| 2009–10 | Сеуле Соромон                      | Янг Харт Манавату                                         | 9    |
| 2010–11 | Аллан Пірс                         | Вайтакере Юнайтед                                         | 13   |
| 2011–12 | Джордж Слефендорфас                | Кентербері Юнайтед                                        | 12   |
| 2012–13 | Рой Крішна                         | Вайтакере Юнайтед                                         | 12   |
| 2013–14 | Еміліано Таде                      | Окленд Сіті                                               | 12   |
| 2014–15 | Тайлер Бойд Том Джексон Шон Лавмор | Веллінгтон-Фенікс Рез. Саузерн Юнайтед Хоукіс Бей Юнайтед | 10   |
| 2015–16 | Раян Де Фріз                       | Окленд Сіті                                               | 15   |
| 2016–17 | Том Джексон                        | Тім Веллінгтон                                            | 16   |
| 2017–18 | Еміліано Таде                      | Окленд Сіті                                               | 16   |
| 2018–19 | Каллум Макковатт                   | Істерн Сабарбс                                            | 21   |
| 2019–20 | Маєр Беван                         | Окленд Сіті                                               | 15   |
| 2020–21 | Дерек Тіеку Геміш Вотсон           | Гамільтон Вондерерз Тім Веллінгтон                        | 12   |

### Команда десятиріччя
У 2014 році, щоб відсвяткувати перші 10 років ліги (з 2004/05 по 2013/14), було оголошено офіційну команду десятиліття та нагороджено п'ять гравців
Перед великим фіналом у 2014 році було оголошено команду десятиліття, обрану групою медіа-експертів.
| Позиція      | Гравець          | Клуб(и)                                          |
| ------------ | ---------------- | ------------------------------------------------ |
| Воротар      | Денні Робінсон   | Вайкато, Вайтакере Юнайтед                       |
| Захисник     | Джеймс Прітчетт  | Окленд Сіті                                      |
| Захисник     | Іван Віцеліч     | Окленд Сіті                                      |
| Захисник     | Денні Гей        | Вайтакере Юнайтед                                |
| Захисник     | Іен Хогг         | Гокс-Бей Юнайтед, Вайтакере Юнайтед, Окленд Сіті |
| Півзахисники | Кріс Бейл        | Вайтакере Юнайтед, Тім Веллінгтон, Окленд Сіті   |
| Півзахисники | Арон Клепгем     | Кентербері Юнайтед                               |
| Півзахисники | Альберт Рієра    | Окленд Сіті                                      |
| Нападники    | Керін Джордан    | Вайтакере Юнайтед, Окленд Сіті                   |
| Нападники    | Рой Крішна       | Вайтакере Юнайтед, Окленд Сіті                   |
| Нападники    | Бенджамін Тоторі | Манавату Юнайтед, Вайтакере Юнайтед              |
| Замінаи      | Росс Ніколсон    | Окленд Сіті, Манавату Юнайтед                    |
| Замінаи      | Бен Зігмунд      | Кентербері Юнайтед, Окленд Сіті                  |
| Замінаи      | Джейк Батлер     | Вайтакере Юнайтед                                |
| Замінаи      | Аллан Пірс       | Вайтакере Юнайтед                                |
| Замінаи      | Грант Янг        | Гокс-Бей Юнайтед, Вайтакере Юнайтед, Окленд Сіті |
| Тренер       | Аллан Джонс      | Окленд Сіті                                      |

## Рекорди та статистичні дані

### Лідери НЗФК за весь час

#### Матчі регулярного сезону
Станом на 2 грудня 2018 року
| Клуб                               | ЗС | Іг. | В   | Н  | П   | ЗМ  | ПМ  | РМ   | О   | 1-ше | 2-ге | 3-тє | 4-те |
| ---------------------------------- | -- | --- | --- | -- | --- | --- | --- | ---- | --- | ---- | ---- | ---- | ---- |
| Окленд Сіті                        | 15 | 216 | 152 | 34 | 30  | 543 | 220 | +323 | 490 | 8    | 4    | 1    | -    |
| Вайтакере Юнайтед                  | 14 | 216 | 130 | 28 | 58  | 480 | 275 | +205 | 418 | 5    | 2    | 2    | 2    |
| Тім Веллінгтон                     | 14 | 216 | 107 | 37 | 72  | 460 | 364 | +96  | 358 | -    | 3    | 4    | 2    |
| Кентербері Юнайтед                 | 14 | 216 | 87  | 39 | 90  | 352 | 335 | +17  | 300 | -    | 1    | 2    | 6    |
| Хоукіс Бей Юнайтед¹                | 14 | 216 | 84  | 38 | 94  | 369 | 418 | −49  | 290 | -    | 1    | 2    | 3    |
| ВейБОП Юнайтед³                    | 12 | 198 | 61  | 28 | 109 | 272 | 410 | −138 | 211 | -    | -    | 1    | -    |
| Янг Харт Манавату                  | 9  | 154 | 51  | 25 | 78  | 253 | 344 | −91  | 178 | -    | 2    | 1    | -    |
| Саузерн Юнайтед²                   | 14 | 216 | 42  | 34 | 140 | 231 | 498 | −267 | 160 | -    | -    | -    | -    |
| Резервна команда Веллінгтон-Фенікс | 4  | 48  | 12  | 8  | 28  | 68  | 101 | −33  | 44  | -    | -    | -    | -    |
| Істерн Сабарбс                     | 2  | 18  | 9   | 3  | 6   | 28  | 25  | +3   | 30  | -    | -    | -    | -    |
| Вондерерс                          | 2  | 30  | 9   | 1  | 20  | 61  | 86  | −25  | 28  | -    | -    | -    | -    |
| Тасман Юнайтед                     | 2  | 18  | 4   | 5  | 9   | 29  | 42  | −13  | 17  | -    | -    | -    | -    |

¹ Включаючи досягнення Нап'єр Сіті Роуерз
² Включаючи досягнення Отаго Юнайтед
³ Включаючи досягнення ФК «Ваїкато»

#### Фінальні матчі
Після закінчення сезону 2016/17 років
| Клуб                | С  | Іг. | В  | Н | П  | ЗМ | ПМ | РМ  | О  | Сер.  | 1-ше | 2-ге | 3-тє |
| ------------------- | -- | --- | -- | - | -- | -- | -- | --- | -- | ----- | ---- | ---- | ---- |
| Окленд Сіті         | 13 | 29  | 19 | 1 | 9  | 68 | 44 | +24 | 58 | 2.000 | 6    | 4    | 1    |
| Вайтакере Юнайтед   | 11 | 24  | 13 | 1 | 10 | 64 | 5  | +12 | 40 | 1.667 | 5    | 3    | 2    |
| Тім Веллінгтон      | 10 | 23  | 11 | 2 | 10 | 43 | 50 | −7  | 35 | 1.522 | 2    | 3    | 2    |
| Кентербері Юнайтед  | 6  | 14  | 4  | 2 | 8  | 19 | 30 | −11 | 14 | 1.000 | -    | 2    | 3    |
| Саузерн Юнайтед²    | 1  | 1   | 0  | 1 | 0  | 2  | 2  | 0   | 1  | 1.000 | -    | -    | -    |
| Янг Харт Манавату   | 3  | 5   | 1  | 1 | 3  | 6  | 10 | −4  | 4  | 0.800 | -    | -    | 2    |
| Хоукіс Бей Юнайтед¹ | 5  | 9   | 1  | 0 | 8  | 13 | 24 | −11 | 3  | 0.333 | -    | 1    | 2    |
| ВейБОП Юнайтед³     | 1  | 1   | 0  | 0 | 1  | 1  | 4  | −3  | 0  | 0.000 | -    | -    | 1    |

¹ Включаючи досягнення Нап'єр Сіті Роуерз
² Включаючи досягнення Отаго Юнайтед
³ Включаючи досягнення ФК «Ваїкато»

### Найбільші перемоги
| Season  | Home team          | Result | Away team          | Date            |
| ------- | ------------------ | ------ | ------------------ | --------------- |
| 2013–14 | Саузерн Юнайтед    | 0 — 10 | Окленд Сіті        | 16 лютого 2013  |
| 2006–07 | Вайтакере Юнайтед  | 8 — 0  | Саузерн Юнайтед    | 8 березня 2007  |
| 2007–08 | Янг Харт Манавату  | 0 — 8  | Тім Веллінгтон     | 6 січня 2008    |
| 2007–08 | Кентербері Юнайтед | 1 — 9  | Вайтакере Юнайтед  | 20 січня 2008   |
| 2011–12 | Кентербері Юнайтед | 9 — 1  | Янг Харт Манавату  | 22 січня 2012   |
| 2012–13 | ФК «Ваїкато»       | 1 — 9  | Вайтакере Юнайтед  | 20 січня 2013   |
| 2005–06 | Янг Харт Манавату  | 8 — 1  | Хоукіс Бей Юнайтед | 18 лютого 2006  |
| 2006–07 | Тім Веллінгтон     | 7 — 0  | Хоукіс Бей Юнайтед | 26 січня 2007   |
| 2011–12 | Кентербері Юнайтед | 7 — 0  | Хоукіс Бей Юнайтед | 4 February 2012 |

### Найрезультативніші матчі
| Сезон   | Господарі          | Результат | Гості              | Дата            |
| ------- | ------------------ | --------- | ------------------ | --------------- |
| 2005–06 | Тім Веллінгтон     | 4 — 6     | Окленд Сіті        | 7 січня 2006    |
| 2007–08 | Кентербері Юнайтед | 1 — 9     | Вайтакере Юнайтед  | 20 січня 2008   |
| 2011–12 | Кентербері Юнайтед | 9 — 1     | Янг Харт Манавату  | 22 січня 2012   |
| 2012–13 | ФК «Ваїкато»       | 1 — 9     | Вайтакере Юнайтед  | 20 січня 2013   |
| 2012–13 | Вайтакере Юнайтед  | 6 — 4     | Хоукіс Бей Юнайтед | 9 березня 2013  |
| 2013–14 | Саузерн Юнайтед    | 0 — 10    | Окленд Сіті        | 16 лютого 2013  |
| 2005–06 | Янг Харт Манавату  | 8 — 1     | Хоукіс Бей Юнайтед | 18 лютого 2006  |
| 2007–08 | ФК «Ваїкато»       | 4 — 5     | Янг Харт Манавату  | 30 березня 2008 |
| 2011–12 | Янг Харт Манавату  | 2 — 7     | Вайтакере Юнайтед  | 15 січня 2012   |

## Суміжні змагання

### АСБ Фенікс Челендж
Починаючи з сезону 2010-11 років розпочався розіграш «АСБ Челендж Серієс». Це індивідуальний товариський турнір, в якому змагаються кращі вісім клубів Прем'єршипу разом з резервною командою Веллінгтон Фенікс, новозеландська команда, яка виступає в австралійській A-Ліга. Розіграш «АСБ Фенікс Челенджу» було припинено по завершенню сезону 2010-11 років, але вже з сезону 2012/13 років знову відновлено на один рік.

### Молодіжна Національна Ліга АНБ
У Новій Зеландії також проводиться чемпіонат серед вікової категорії U-20 під назвою «Національна Молодіжна Ліга». Сезон 2011/12 років складався з двох конференцій (Північної та Південної), в кожній з яких брало участь по чотири команди, які зіграли проти суперників з кожної конференції по два рази (вдома і на виїзді), таким чином за регулярну частину сезону команди зіграли по шість матчів. По завершенню регулярної частини сезону у півфіналі молодіжної ліги перша команда Північної конференції грала з другою командою Південної конференції, а команда-переможець Південної конференції зіграла з другою командою Північної конференції. Переможці цих матчів зустрілися один з одним у великому фіналі. Чинний чемпіон Молодіжної ліги Кентербері Юнайтед на стадіоні «Білл Маккінлі Парк», в Окленді, у додатковий час переміг Вайтакере Юнайтед з рахунком 2:1. У сезоні 2012-13 років ліга була розширена до 10 команд-учасниць з Нельсон Фелконс в південній конференції, а в Північній конференції приєдналася національна Збірна Нової Зеландії U-17.
| Сезон   | Переможець         | Рахунок          | Фіналіст           |
| ------- | ------------------ | ---------------- | ------------------ |
| 2007–08 | Вайтакере Юнайтед  | 6 — 3 (дод. час) | Кентербері Юнайтед |
| 2008–09 | Окленд Сіті        | 6 — 4 (дод. час) | Вайтакере Юнайтед  |
| 2009–10 | Кентербері Юнайтед | 6–0              | Вайтакере Юнайтед  |
| 2010–11 | Вайтакере Юнайтед  | 2–0              | Кентербері Юнайтед |
| 2011–12 | Кентербері Юнайтед | 2 — 1 (дод. час) | Вайтакере Юнайтед  |
| 2012–13 | Окленд Сіті        | 3–0              | Саузерн Юнайтед    |

### Ліга чемпіонів АФК
Ліга чемпіонів ОФК, або О-Ліга — головний міжнародний клубний футбольний турнір в Океанії. Він організовується ОФК, керівним футбольним органом Океанії. В рамках поточного формату вона була заснована в 2007 році, і прийшла на зміну Клубному Чемпіоншипу Океанії. АСБ Чемпіоншип в цьому турнірі представляють два футбольні клуби. Команди з Нової Зеландії чотири рази перемагали в О-Лізі.

### Вайт Ріббон Кап
Вайт Ріббон Кап (Кубок Білої Стрічки) — футбольний турнір в Новій Зеландії, який проходить за олімпійською системою. Сезон 2011—2012 років став першим в історії Кубку НЗФ.
Цей турнір було створено в 2011 році, щоб забезпечити регулярну ігрову практику для шести клубів, які не беруть участі в Лізі Чемпіонів ОФК і проходить разом з регулярним сезоном АСБ Прем'єршипу.
| Сезон   | Переможець     | Рахунок | Фіналіст     |
| ------- | -------------- | ------- | ------------ |
| 2011–12 | Тім Веллінгтон | 6–1     | ФК «Ваїкато» |

## Судді
Арбітри призначались на матчі переважно з Нової Зеландії, але іноді запрошувались й з інших країн, в першу чергу з Австралії. Незважаючи на те, що судді можуть працювати на матчах за межами футбольної федерації, яку вони представляють, помічники судді та четвертий арбітр, як правило, призначаються з федерації, яка запросила іноземного суддю.

## Логотипи

2004–10 Футбольний Чемпіоншип Нової Зеландії
2010–16 АСБ Прем'єршип